# Ancient (entreprise)
Pour les articles homonymes, voir Ancient.
Ancient Corp. (株式会社エインシャント Kabushiki-Gaisha Einshanto) est un studio japonais de développement de jeux vidéo fondé le 1er avril 1990.
Il est dirigé par le compositeur de musiques de jeu vidéo Yūzō Koshiro. La société est fondée par sa mère, Tomo Koshiro, tandis que sa sœur Ayano Koshiro travaille comme graphiste et character designer au sein de cette entreprise qui regroupe 19 employés en 2009.
En plus de développer et produire des jeux, Ancient participe à la composition de musiques de jeu vidéo.

## Jeux
Le studio a contribué à différents degrés dans le développement des jeux suivants, particulièrement dans le domaine musical.
| Titre                                               | Date de sortie | Plates-formes            |
| --------------------------------------------------- | -------------- | ------------------------ |
| Sonic the Hedgehog                                  | 1991           | Game Gear, Master System |
| Streets of Rage 2                                   | 1993           | Mega Drive               |
| ActRaiser 2                                         | 1993           | Super Nintendo           |
| Robotrek                                            | 1994           | Super Nintendo           |
| La Légende de Thor                                  | 1994           | Mega Drive               |
| The Story of Thor 2                                 | 1996           | Sega Saturn              |
| Batoruba                                            | 1996           | Sega Saturn              |
| Columns                                             | 1997           | Sega Saturn              |
| Tamagotchi Pack                                     | 1998           | Sega Saturn              |
| Anime Chick Story 1: Card Captor Sakura             | 1999           | PlayStation              |
| Shenmue                                             | 1999           | Dreamcast                |
| Car Battler Joe                                     | 2001           | Game Boy Advance         |
| Amazing Island                                      | 2003           | GameCube                 |
| Bobobo-bo Bo-bobo: Shuumare! Taikan Bo-bobo         | 2004           | PlayStation 2            |
| Bleach: Hanatareshi Yabou                           | 2005           | PlayStation 2            |
| The Law of Ueki: Taosu Ze Robert Juu Dan!!          | 2006           | PlayStation 2            |
| Fuzion Frenzy 2                                     | 2006           | Xbox 360                 |
| Katekyoo Hitman Reborn! Dream Hyper Battle!         | 2007           | PlayStation 2            |
| Katekyoo Hitman Reborn! Battle Arena                | 2008           | PlayStation Portable     |
| Protect Me Knight                                   | 2010           | Xbox 360 (XBLA)          |
| Puchi Puchi Time                                    | 2010           | iOS                      |
| Protect Me Knight 2                                 | 2014           | Nintendo 3DS (eShop)     |
| Gotta Protectors                                    | 2014           | Nintendo 3DS             |
| Susume!! Mamotte Knight: Hime no Totsugeki Serenade | 2019           | Nintendo Switch          |
| Royal Anapoko Academy                               | 2019           | Nintendo Switch          |
| Earthion                                            | 2024           | Mega Drive               |